# Архиепархия Риеки
Архиепархия Риеки (хорв. Riječka nadbiskupija) — католическая архиепархия-митрополия латинского обряда в Хорватии с центром в городе Риека. Одна из пяти архиепархий страны. Суффраганными епархиями риекской митрополии являются епархии Госпич-Сень, Крк и епархия Пореч-Пула. Наряду с хорватским названием «Риека» для обозначения архиепархии применяется и итальянское название города — «Фиуме». Латинское название архиепархии — «Archidioecesis Fluminensis».

## История
Несмотря на важное положение Фиуме в Габсбургской империи, в городе не было кафедры епископа, он входил в состав Сеньской епархии. В 1920 году ввиду неурегулированности статуса Риеки-Фиуме после окончания Первой мировой войны в городе была образована апостольская администратура. После перехода города под контроль Италии, апостольская администратура была преобразована в регулярную епархию Фиуме.
В 1949 году в связи с вхождением Риеки в состав Югославии, была создана апостольская администратура Риеки. В 1969 году она была объединена с диоцезом Сеня и была повышена в статусе до архиепархии-митрополии, после чего стала носить название «архиепархия Риека-Сень». 25 мая 2000 года она была переименована в «архиепархию Риеки», а город Сень стал центром одной из подчинённых риекской митрополии епархий.

## Современное состояние
По данным на 2014 год в архиепархии Риеки насчитывалось 213 650 католиков (80,1 % населения), 122 священника и 90 приходов. Кафедральным собором епархии является Собор св. Вита в Риеке. Базилика Девы Марии на холме Трсат (в черте Риеки) — один из семи соборов страны, носящих почётный статус «малой базилики», центр католических паломничеств. В настоящее время архиепархию возглавляет архиепископ митрополит Иван Девчич (хорв. Ivan Devčić).

## Ординарии
- Исидоро Саин (Isidoro Sain) (1925—1932), O.S.B.
- Антонио Сантин (Antonio Santin) (1933—1938)
- Уго Камоццо (Ugo Camozzo) (1938—1948)
- Йосеп Сребрнич (Josep Srebrnic) (1949—1952), апостольский администратор
- Виктор Бурич (Viktor Buric) (1952—1974), апостольский администратор, с 1969 года архиепископ
- Йосип Павлишич(Josip Pavlišić) (1974—1990)
- Антон Тамарут (Anton Tamarut) (1990—2000)
- Иван Девчич (Ivan Devčić) (2000 —)